# Doutor Monstro
Doutor Monstro é um futuro filme brasileiro de drama com lançamento previsto para 2025. Dirigido por Marcos Jorge é uma produção da Zencrane Filmes e da Paramount Pictures.
Estrelado por Taís Araújo é inspirado no julgamento, em 2008, de Farah Jorge Farah, o cirurgião plástico que confessou ter assassinado e esquartejado uma de suas pacientes. Marat Descartes, Guilherme Weber, Otavio Linhares, Romulo Costa e Marco Franco completam o elenco.

## Sinopse
Doutor Monstro acompanha Cláudia Ferreira (Taís Araújo), uma obstinada promotora de justiça que enfrenta um caso perturbador: um médico acusado de assassinar brutalmente uma de suas pacientes e esquartejar o corpo, apresentando em juízo uma chocante tese de legítima defesa. Inspirado no julgamento real de Farah Jorge Farah, o filme investiga as fronteiras entre mentira e verdade, justiça e impunidade, em uma história onde o horror se mistura à frieza da argumentação jurídica.

## Elenco
| Ator/Atriz       | Personagem              |
| ---------------- | ----------------------- |
| Taís Araújo      | Cláudia Ferreira        |
| Marat Descartes  | Farah Jorge Farah       |
| Guilherme Weber  | Pontes                  |
| Otavio Linhares  | Juiz Roberto T. Pietro  |
| Romulo Costa     | Sávio                   |
| Marco Franco     | Estefano                |
| Edson Carneiro   | Bruno                   |
| Caroline Roehrig | Jornalista              |
| Sidy Correa      | Ministro Ícaro Castanho |
| Marcelina Fialho | Carmem                  |